# Chalcophyma lassia
Chalcophyma lassia es un coleóptero de la familia Chrysomelidae.
Fue descrita científicamente en 1983 por Bechyne.